# Zmarli w roku 1899
Lista osób zmarłych w 1899:

## luty 1899
- 3 lutego – Juliusz Kossak, polski malarz, rysownik i ilustrator[1]
- 18 lutego – Marius Sophus Lie, norweski matematyk[2]
- 25 lutego – Paul Reuter, pochodzący z Niemiec brytyjski dziennikarz i założyciel Agencji Informacyjnej Reuters[3]
- 28 stycznia – Karl Emil Krummacher, niemiecki teolog kalwiński (ur. 1830)[4]

## marzec 1899
- 2 marca – Ernest Malinowski, polski inżynier budownictwa, budowniczy kolei w Peru, profesor Uniwersytetu w Limie[5]

## kwiecień 1899
- 8 kwietnia – Martha M. Place, pierwsza kobieta, która zginęła na krześle elektrycznym[6]
- 14 kwietnia – Matthew McEwan, szkocki rugbysta i sędzia sportowy[7]
- 19 kwietnia – Stanisław Kierbedź, polski budowniczy

## maj 1899
- 19 maja – Henry Twynam, angielski rugbysta[8]
- 22 maja – Otto Menzel, niemiecki dyrektor górniczy i hutniczy, oficer pionierski (ur. 1836)[9]

## czerwiec 1899
- 3 czerwca:
  - Auguste Baud-Bovy, szwajcarski artysta malarz[10]
  - Johann Strauss (syn), austriacki kompozytor[11]
- 8 czerwca – Maria od Boskiego Serca Jezusa, niemiecka zakonnica, mistyczka, błogosławiona katolicka[12]

## wrzesień 1899
- 18 września – Włodzimierz Dzieduszycki, hrabia, polski przyrodnik, mecenas nauki i kultury[13]
- 26 września – Kaspar Stanggassinger, niemiecki redemptorysta, błogosławiony katolicki[14]

## październik 1899
- 10 października – Maria Angela, właśc. Zofia Kamila Truszkowska, założycielka Zgromadzenia Sióstr Felicjanek, błogosławiona katolicka[15]
- 31 października – George Thomson, angielski rugbysta[16]

## listopad 1899
- 5 listopada – Franciszek Jan Smolka, polski prawnik, twórca Kopca Unii Lubelskiej we Lwowie[17]
- 9 listopada – María del Carmen od Dzieciątka Jezus, hiszpańska zakonnica, założycielka Franciszkanek Najświętszego Serca, błogosławiona katolicka[18]
- 16 listopada – Vincas Kudirka, litewski poeta, kompozytor i działacz narodowy[19]

## grudzień 1899
- 1 grudnia – Maria Klara od Dzieciątka Jezus, portugalska zakonnica, założycielka Franciszkanek Szpitalnych od Niepokalanego Poczęcia, błogosławiona katolicka[20]
- 2 grudnia – Miklós Szontagh, węgierski lekarz, botanik, turysta, taternik, myśliwy[21]
- 22 grudnia – Dwight L. Moody, amerykański kaznodzieja i wydawca protestancki[22]
- 31 grudnia – Karl Millöcker, austriacki kompozytor[23]